# Бохан, Элизабет

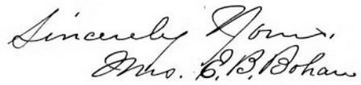
Подпись Элизабет Бохан

Элизабет Бохан (англ. Elizabeth Bohan, полное имя Elizabeth Baker Bohan; 1849—1930) — американская художница и писательница британского происхождения.
Также занималась общественной деятельностью — была суфражисткой Эры прогрессивизма.

## Биография
Родилась 18 августа 1849 года в Бирмингеме, Англия, в семье Джозефа Бейкера и его жены Марты Боддингтон. Они приехали в США в 1854 году и большую часть времени жили в штате Висконсин.
Элизабет получила образование в государственных школах Милуоки, Висконсин. С раннего детства занималась сочинительством — в школе она писала не только свои собственные сочинения, но и для многих своих одноклассников. Некоторое время она работала учительницей и жила в Вест-Бенде, штат Висконсин.
2 сентября 1872 года в Милуоки Элизабет Бейкер вышла замуж за Майкла Бохана (родился в 1832 году в Ирландии). Он работал редактором издания Journal в Фон-дю-Лаке, а ещё раньше был редактором издания Democrat в Вест-Бенде. Их семья жила в Милуоки со своими четырьмя детьми: Артуром, Эдмондом, Мартой и Флоренс. В 1894 году они переехали в Лос-Анджелес, где она работала карандашом, акварелью и маслом, создавая натюрморты, пейзажи и портреты. Выступала в качестве преподавателя для нескольких художников и музыкантов Висконсина.
С возрастом Элизабет Бохан всё больше склонялась к писательству, сочинив огромное количество стихов и ещё бо́льшее количество прозаических очерков, но не предлагала для публикации ни одного до конца 1880-х годов. Затем значительное количество её стихов и очерков было опубликовано в газетах и журналах по всей территории США. Элизабет сотрудничала с изданиями West Coast Magazine, Chicago Tribune, Munsey's Magazine, Milwaukee Sentinel, The Youth's Companion и многими другими.
Бохан читала лекции в женских клубах о гражданских реформах, особенно интересовалась она реконструкцией пенитенциарной системы и работала над занятостью мелких правонарушителей в муниципальных предприятиях. Являлась членом клубов Southern California Press и California Badger.
Умерла 27 августа 1930 года.